# أربعاء سوري (فلم)
ألعاب الأربعاء النارية (بالفارسية: چهارشنبه آتش بازی) هو فيلم درامي أُصدر في 2006. من إخراج أصغر فرهادي، أما السيناريو فكان من كتابة أصغر فرهادي وماني حقيقي.

## القصة
تقع أحداث الفيلم في طهران ضمن أيام مهرجان أربعاء سوري وهو مهرجان تقليدي إيراني لوداع آخر شمس في السنة الفارسية يقام في آخر أربعاء من السنة، وقصة الفيلم الرئيسية تدور حول علاقة مضطربة بين زوجين بعد انتقالهما إلى منزلٍ جديد.

## طاقم التمثيل
- ترانة عليدوستي
- حميد فرخنزاد
- هومان سيدي
- بانته ابهرام
- هدية طهراني
- سحر دولتشاهي

## الإنتاج
موسيقى الفيلم التصويرية كانت من تأليف بيمان یزدانان.

## وصلات خارجية
- مقالات تستعمل روابط فنية بلا صلة مع ويكي بيانات